# 千年 (名古屋市)
- 日本 > 愛知県 > 名古屋市 > 熱田区 > 千年
- 日本 > 愛知県 > 名古屋市 > 港区 > 千年

千年（ちとせ）は、愛知県名古屋市熱田区および港区の町名。現行行政地名は千年一丁目から千年三丁目と3つの小字。住居表示は熱田区千年一丁目及び千年二丁目と港区千年二丁目及び千年三丁目が実施済み。

## 地理
熱田区千年は区南東部に位置し、東は白鳥町・田中町・大瀬子町・南区明治、西は一番二丁目・南一番町、北は一番一丁目に接する。港区千年は区北東部に位置し、東は木場町、西は辰巳町・港明一丁目、南は作倉町に接する。
熱田区側は北から一・二丁目、港区側は二・三丁目で構成され、二丁目は両区にまたがる。町域の大半は町村制施行以前の旧千年村域で、堀川と国道154号で区切られた南北方向に長い町域となっている。かつての小字は区画整理によりほとんどが消滅し、堀川の河川用地に僅かに残るのみである。交差点名や名古屋市立船方小学校などに名を残している「船方」は、もとは当地に存在した小字である。

### 字一覧
千年には小字が残る。千年とその前身である千年村の小字は以下の通り。消滅した字については背景色    で示す。
| 字                 | 字                 |
| ------------------ | ------------------ |
| イノ割（いのわり） | 裏畑（うらはた）   |
| ニノ割（にのわり） | ハノ割（はのわり） |
| 平畑（ひらはた）   | 船方（ふなかた）   |
| ロノ割（ろのわり） |                    |

### 河川
- 堀川（白鳥橋・大瀬子橋・紀左ヱ門橋）

## 歴史
北部は江戸前期に開発された船方新田（ふなかたしんでん）、南部は江戸後期に開発された熱田築地前新開（あつたつくじまえしんかい）を前身とする。船方新田は現在の千年一丁目（愛知時計電機の敷地内）に船奉行の横井作左衛門が船頭らを保護する目的で開発した新田である。熱田築地前新開は1837年（天保8年）に藩地方勘定所が町人から資金を調達し船方新田の南東に開発した新田で、後に「作良新田」と改称された。

### 町名の由来
愛知郡千年村の名に由来する。2つの新田の合併に際して村名を決める際、当地には鶴が生息していたことから、「鶴は千年、亀は万年」の「千年」からとったものとされる。
なお『熱田区誌』においては、この村名に関する逸話を天保年間（1830～1844年）のものとしているが、実際に千年村が成立したのは下記の通り1876年（明治9年）のことである。

### 行政区画の変遷
- 1676年（延宝3年） - 船方新田が開発される[3]。
- 1837年（天保8年） - 熱田築地前新開が開発される[7]。
- 1861年（文久元年） - 熱田築地前新開を作良新田と改称[7]。
- 1876年（明治9年） - 作良新田と船方新田が合併し、千年村となる[1]。
- 1889年（明治22年）10月1日 - 合併に伴い、宝田村大字千年となる[1]。
- 1906年（明治39年）5月10日 - 宝田村が明徳村、寛政村と合併し、小碓村大字千年となる[1]。
- 1907年（明治40年）7月16日 - 小碓村の一部が名古屋市に編入され、小碓村大字千年が名古屋市千年となる[1]。
- 1908年（明治41年）4月1日 - 行政区新設に伴い、南区所属となる[1]。
- 1937年（昭和12年）10月1日 - 行政区再編に伴い、字裏畑・平畑・船方が熱田区へ、字イノ割・ニノ割・ハノ割・ロノ割が港区へ編入[1][8][9][10]。
- 1949年（昭和24年）7月1日 - 港区千年字ニノ割の全部が港陽町となる[1][WEB 10]。
- 1971年（昭和46年）2月10日 - 熱田区千年字裏畑のうち河川用地を除く全部が同区千年一丁目に、字平畑の一部が同区千年一丁目および二丁目・南一番町に、字船方の一部が同区千年一丁目および二丁目にそれぞれ編入される[11]。
- 1973年（昭和48年）10月20日 - 港区千年字イノ割の一部が辰巳町・千年二丁目および三丁目に、字ハノ割の一部が同区港明一丁目・港楽一丁目および二丁目・港陽一丁目および二丁目・作倉町・千年三丁目に、字ロノ割の一部が港明一丁目・辰巳町・千年三丁目にそれぞれ編入される[12]。

#### 千年一丁目から三丁目
- 1971年（昭和46年）2月10日 - 熱田区千年（字裏畑・平畑[注釈 2]・船方）・熱田新田東組（字乙一ノ割）・一番町の各一部より同区千年一丁目が、熱田区千年（字平畑・船方）の一部より同区千年二丁目が成立[11][14]。また港区熱田新田東組（字根走）の一部より、同区千年二丁目が成立[11]。
- 1973年（昭和48年）10月20日 - 港区熱田新田東組（字根走）と港区千年（字イノ割）の各一部が同区千年二丁目に編入される[12]。港区熱田新田東組（字根走）と港区千年（字イノ割・ハノ割・ロノ割）の各一部より同区千年三丁目が成立[12]。
- 1976年（昭和51年）8月29日 - 熱田区一番町3丁目の一部を同区千年一丁目に編入[8][15]。

### 年表
- 1722年 (享保7年) - 大雨・暴風により船方新田の堤防が決壊[3]。
- 1729年（享保14年） - 船方新田の堤防が2度目の決壊[3]。以降、修復されないまま放棄される[3]。
- 1742年（寛保2年） - 尾張藩の援助を受け船方新田が復旧[3]。
- 1850年（嘉永3年） - 船方新田、作倉新田の宅地化を実施[3]。
- 1853年（嘉永6年） - 尾張藩が作倉新田を内田家・伊藤家・関戸家に2万1000両で譲渡[7]。
- 1873年（明治6年） - 安宅利兵衛宅に作倉学校が開設される[7]。
- 1910年（明治43年）3月16日 - 名古屋市電築港線（熱田駅前から築地口）が開通。
- 1912年（明治45年）
  - 4月 - 合資会社名古屋電車製作所が設立される[16]。
  - 5月 - 株式会社名古屋自動車製作所が設立される[17]。
- 1913年（大正2年）4月29日 - 名古屋尚農会が採種田を設置[18]。
- 1923年（大正12年） - 愛知時計電機が字船方に本社工場を開設[WEB 11]。
- 1940年（昭和15年）12月 - 千年尋常小学校が開校[WEB 12]。
- 1941年（昭和16年）9月 - 住友金属工業が名古屋軽合金製造所（現：UACJ名古屋製作所）を開設[WEB 13]。
- 1943年（昭和18年） - 愛知時計電機により愛知航空機株式会社が設立[WEB 14]。
- 1944年（昭和19年）8月 - 碧海郡六ツ美村への学童集団疎開を実施[WEB 12]。
- 1945年（昭和20）6月9日 - 熱田空襲により住民2000人以上が死亡[WEB 14]。
- 1950年（昭和25年）2月 - 中部鋼鈑が字裏畑に熱田工場を開設[WEB 15]。
- 1953年（昭和28年） - 愛知県立熱田高等学校が開校[WEB 16]。
- 1959年（昭和34年）9月26日 - 伊勢湾台風により、浸水などの被害を受ける[WEB 12]。
- 1960年（昭和35年）9月 - 丸一鋼管が名古屋事務所を開設[WEB 17]。
- 1964年（昭和39年）7月 - 千年水処理センターが簡易処理を開始[WEB 18]。
- 1971年（昭和46年）12月1日 - 名古屋市電築港線廃止。

## 世帯数と人口
2018年（平成30年）12月1日現在の世帯数と人口は以下の通りである。
| 区      | 丁目               | 世帯数    | 人口    |
| ------- | ------------------ | --------- | ------- |
| 熱田区  | 千年一丁目         | 614世帯   | 1,270人 |
| 熱田区  | 千年二丁目         | 488世帯   | 1,137人 |
| 熱田区  | 熱田区 計          | 1,102世帯 | 2,407人 |
| 港区    | 千年二丁目・三丁目 | 18世帯    | 40人    |
|         |                    |           |         |
| 千年 計 | 千年 計            | 1,120世帯 | 2,447人 |

## 学区
市立小・中学校に通う場合、学校等は以下の通りとなる。また、公立高等学校に通う場合の学区は以下の通りとなる。なお、小・中学校は学校選択制度を導入しておらず、番毎で各学校に指定されている。
| 区     | 丁目       | 番・番地等 | 小学校                                    | 中学校                                    | 高等学校 |
| ------ | ---------- | ---------- | ----------------------------------------- | ----------------------------------------- | -------- |
| 熱田区 | 千年一丁目 | 全域       | 名古屋市立千年小学校 名古屋市立船方小学校 | 名古屋市立宮中学校 名古屋市立日比野中学校 | 尾張学区 |
| 熱田区 | 千年二丁目 | 全域       | 名古屋市立千年小学校                      | 名古屋市立宮中学校                        | 尾張学区 |
| 港区   | 千年二丁目 | 全域       | 名古屋市立中川小学校                      | 名古屋市立港明中学校                      | 尾張学区 |
| 港区   | 千年三丁目 | 全域       | 名古屋市立中川小学校                      | 名古屋市立港明中学校                      | 尾張学区 |

## 施設
- 愛知時計電機本社
- 愛知県立熱田高等学校
- 名古屋市立千年小学校
- イオンタウン熱田千年
- 名古屋千年郵便局
- 名古屋市上下水道局千年水処理センター
- EQVo! by FEELちとせ店
- トーエネック本店別館

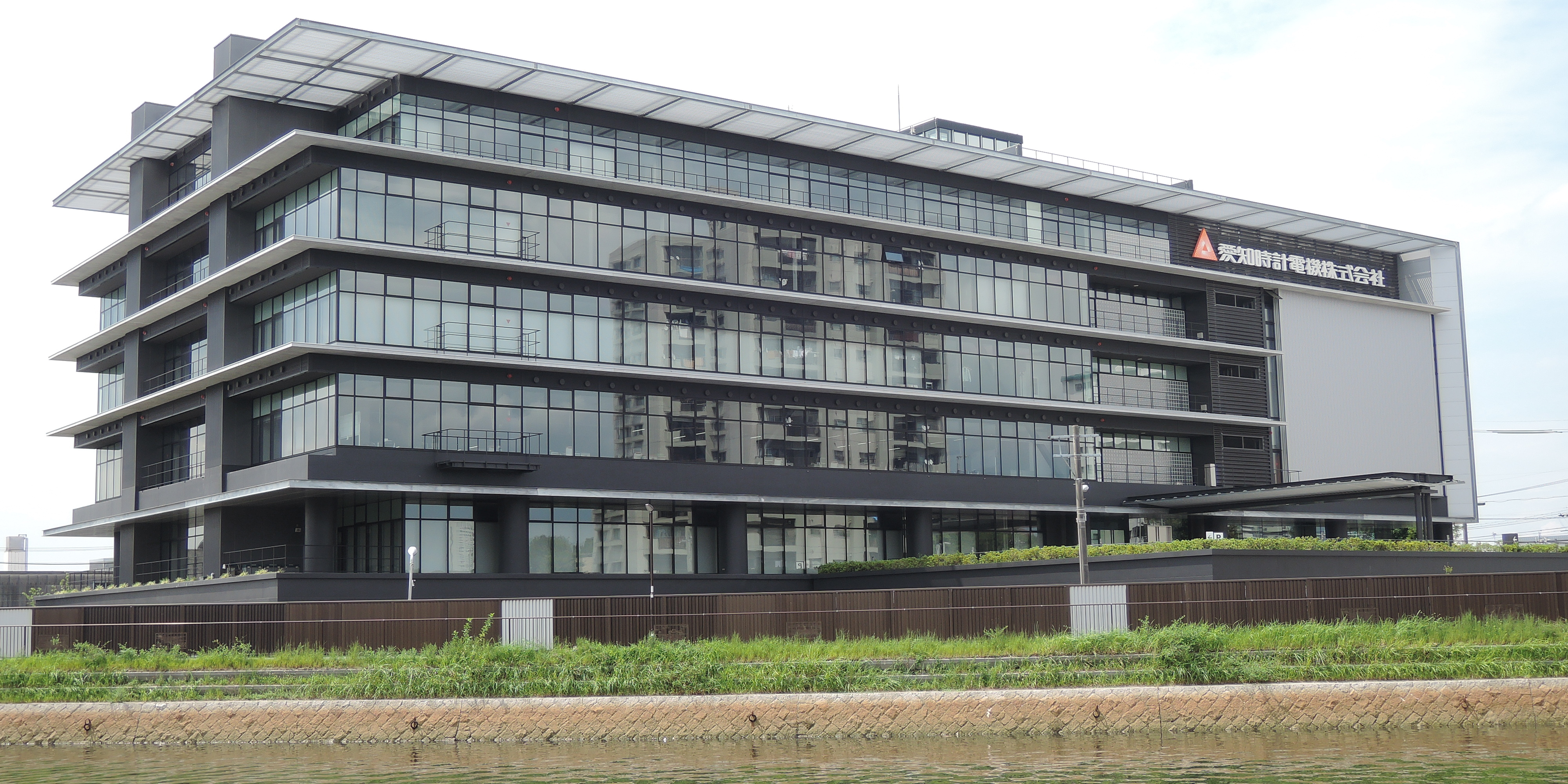
愛知時計電機本社

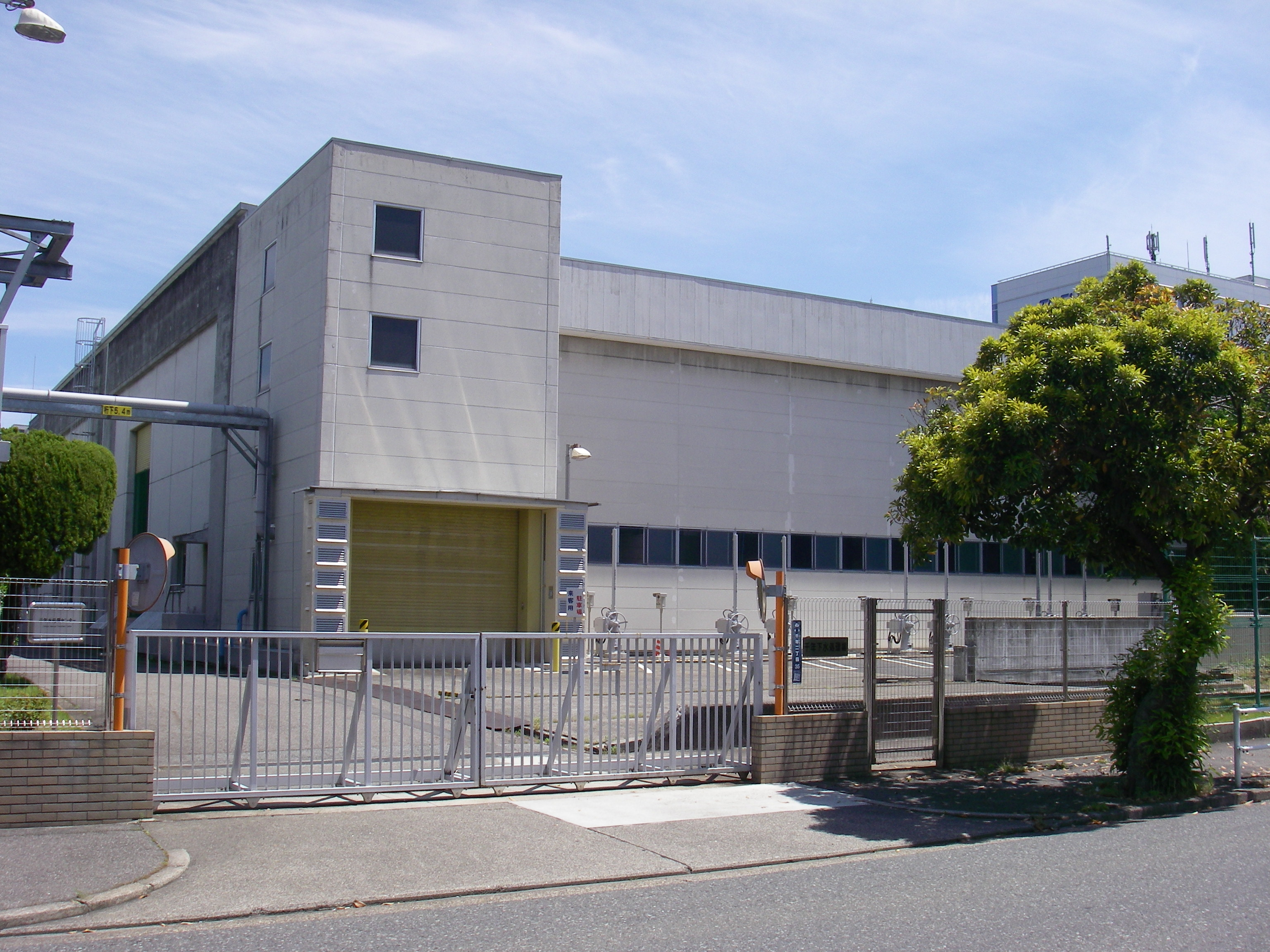
千年水処理センター

- UACJ名古屋製造所・技術開発研究所名古屋センター

## 交通
- 国道154号
- 名古屋市道東海橋線（東海通）

## その他

### 日本郵便
- 集配担当する郵便局は以下の通りである[WEB 21]。

| 区     | 町丁               | 郵便番号 | 郵便局         |
| ------ | ------------------ | -------- | -------------- |
| 熱田区 | 千年一丁目・二丁目 | 456-0054 | 熱田郵便局     |
| 港区   | 千年二丁目・三丁目 | 455-0011 | 名古屋港郵便局 |